# Callichroma minima
Callichroma minima är en skalbaggsart som beskrevs av Cenek Podany 1965. Callichroma minima ingår i släktet Callichroma och familjen långhorningar.
Artens utbredningsområde är Nicaragua. Inga underarter finns listade.